# Il generale del re
Il generale del re (The King's General) è un romanzo scritto nel 1946 da Daphne du Maurier.

## Trama
Di stampo storico, ambientato nell'Inghilterra del XVII secolo, narra delle avventure di Richard Grenville, generale di Carlo I e del principe di Galles, dei misteri in cui erano coinvolti, delle sue battaglie.